# Hohenau an der March
Hohenau an der March (tiếng Séc: Cáhnov, tiếng Slovak: Cahnov) là một thị trấn ở huyện Gänserndorf thuộc bang của Áo Niederösterreich, gần Viên và giáp với nước Séc và Slovakia. Thị trấn nằm bên sông Morava ("March" trong tiếng Đức). Dân số theo kết quả điều tra năm 2005 là 2.768 nhân khẩu.